# David McNeill
David McNeill, född 6 oktober 1986, är en australisk långdistanslöpare.

## Karriär
McNeill tävlade för Australien vid olympiska sommarspelen 2012 i London, där han blev utslagen i försöksheatet på 5 000 meter.  Vid olympiska sommarspelen 2016 i Rio de Janeiro slutade McNeill på 16:e plats på 10 000 meter.
I augusti 2021 vid OS i Tokyo blev McNeill utslagen i försöksheatet på 5 000 meter.